# Arnex-sur-Nyon
Arnex-sur-Nyon är en ort och kommun i distriktet Nyon i kantonen Vaud, Schweiz. Kommunen har 244 invånare (2023).